# Kanzianiberg
Kanzianiberg, slowenisch Škocjan ist ein Weiler am Nordrand der Karawankenvorberge in Kärnten. Er gehört zur Gemeinde Finkenstein am Faaker See im Bezirk Villach-Land.
Der Ort liegt etwa eineinhalb Kilometer südlich des Gemeindehauptorts auf dem gleichnamigen Berg mit 795 m ü. A. (⊙ ).

## Geschichte und Sehenswürdigkeiten

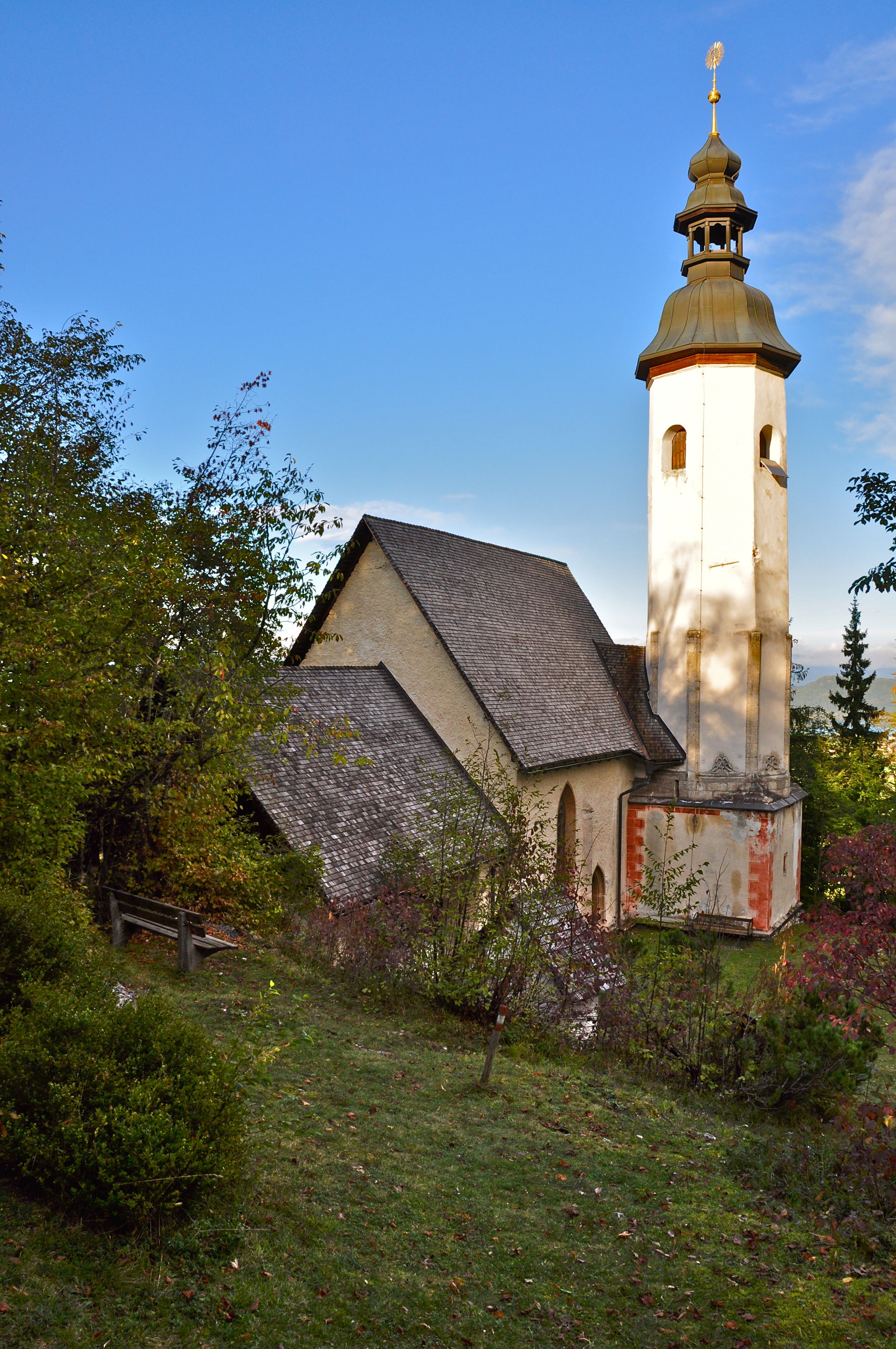
Filialkirche Heiliger Kanzian

Eine Besiedlung des Berges ist ab der Jungsteinzeit belegt.
Am Kanzianiberg steht eine alte Kirche, die Filialkirche heiliger Kanzian ⊙: Cantius, Cantianus und Cantianilla, drei Märtyrer des Bistums Aquileia. Die Kirche ist in einem früheren Bau 1301 belegt, der heutige spätgotische Bau stammt aus dem Jahre 1486 (Fresken und Statuen) und wurde teilweise in Renaissance und Barock überarbeitet. Heute ist sie Filialkirche der Pfarre St. Stefan/Finkenstein.

Kanziankirche, wie auch Hügelgräberfeld und Höhensiedlung stehen unter Denkmalschutz.

## Klettern
(siehe: Klettergarten Kanzianiberg)